# شون كوين
شون كوين (بالإنجليزية: Sean Quinn) هو صحفي أمريكي، ولد في 1971.